# Arxiu Municipal de Lleida

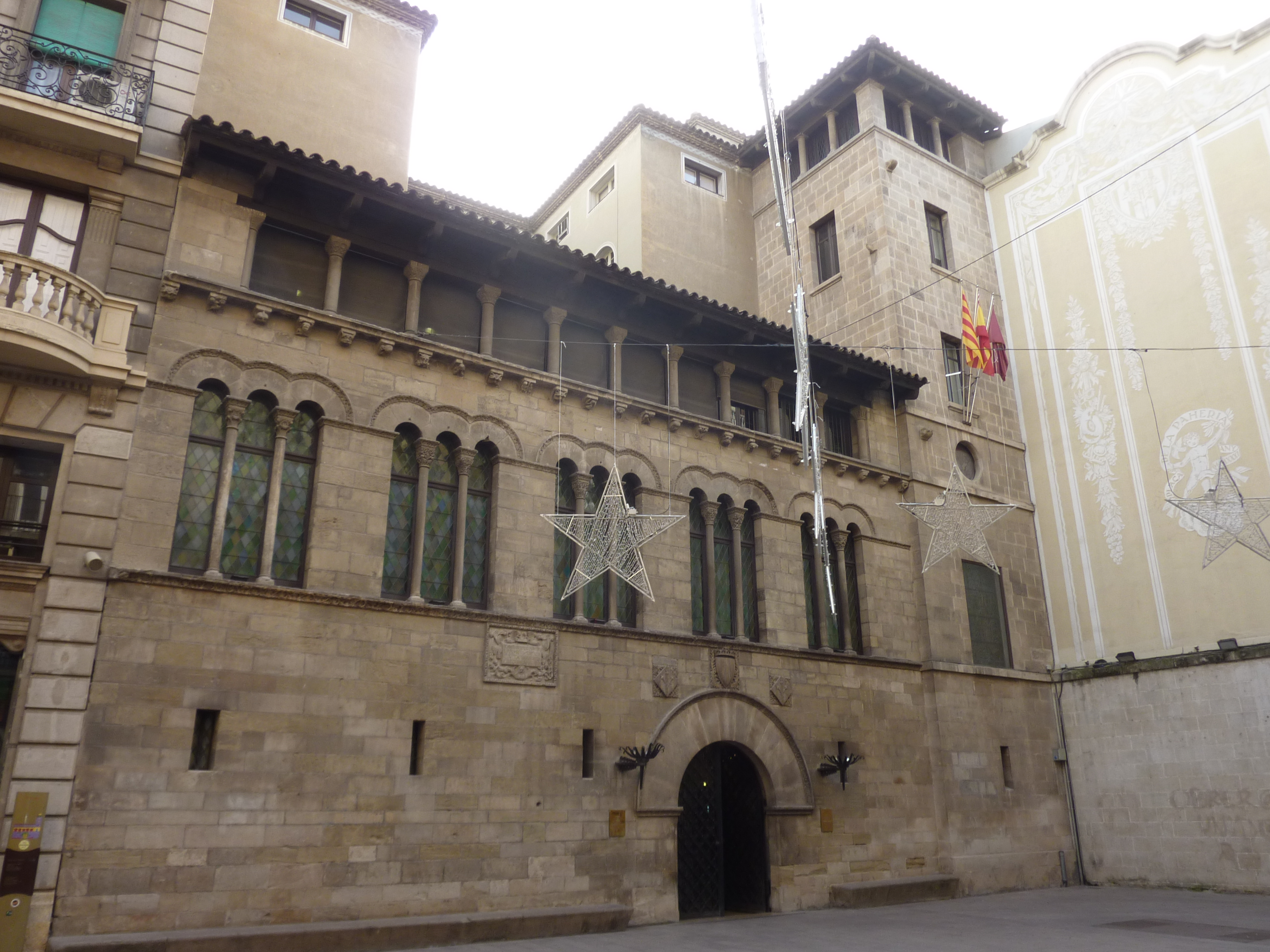
Paeria 01

L'Arxiu Municipal de Lleida (AML), també conegut com a Arxiu de la Paeria de Lleida, és un arxiu que depèn institucionalment de la Paeria de Lleida. És l'encarregat de reunir, conservar i difondre la documentació produïda i rebuda pel consistori en l'exercici de les seves funcions des de la seva creació.
Actualment, l'Arxiu forma part de la Xarxa d'arxius de la Generalitat de Catalunya. El seu conjunt documental, repartit en tres espais: la Paeria, el Palau i el Parc Científic i Tecnològic de Gardeny, es coordina des de l'oficina instal·lada a la planta baixa de l'edifici de la Paeria, Plaça de la Paeria, 1, Lleida.

## Història

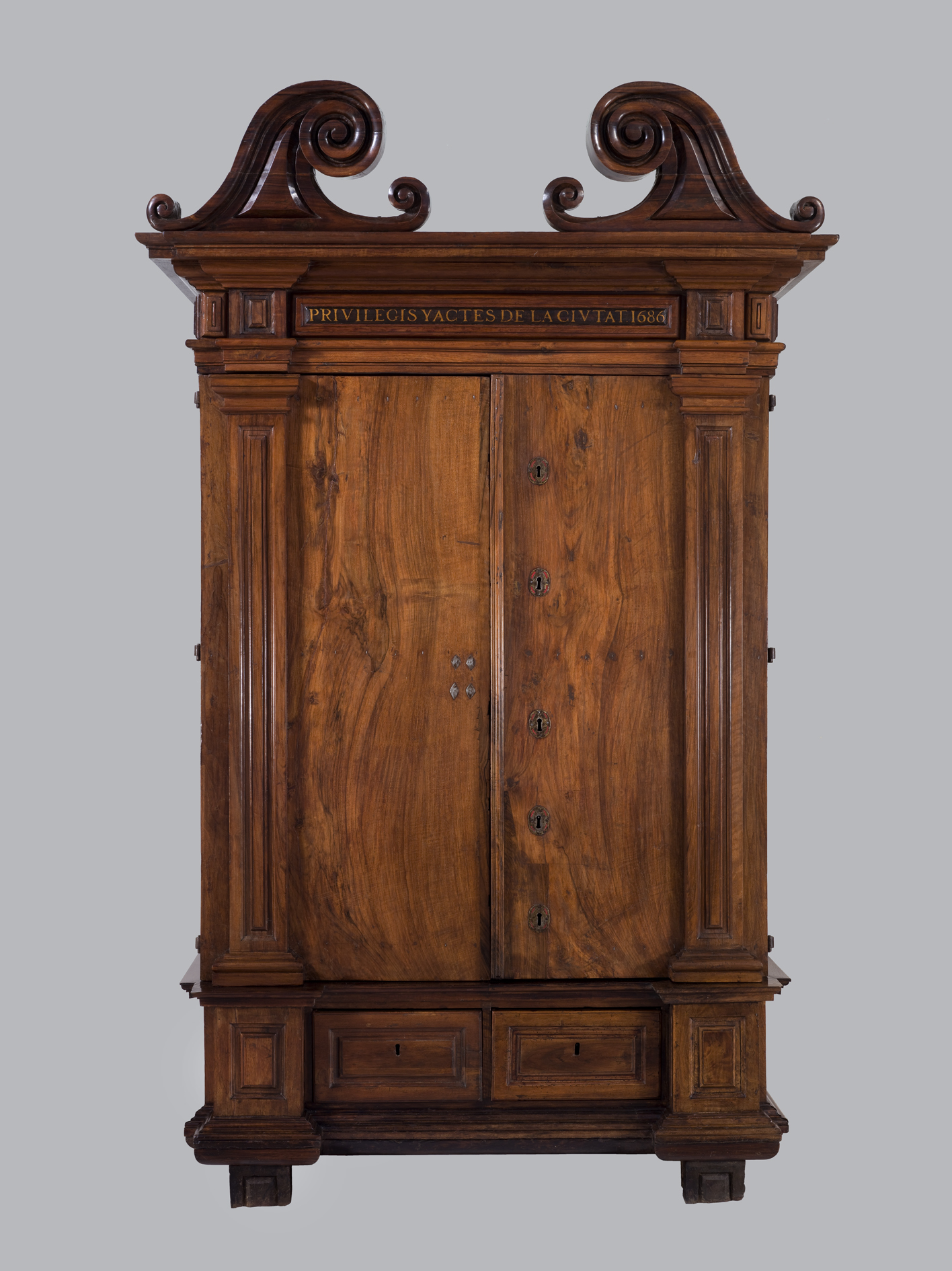
Armari de les cinc claus.

El primer document que configurarà l'arxiu municipal de Lleida, serà la Carta de Poblament datada l'any 1150. A partir d'aquest moment, la mateixa vida administrativa de la institució forjarà el fons patrimonial: nucli i puntal de l'existència de l'arxiu municipal.
La voluntat d'organitzar aquest fons quedarà reflectida com a primera notícia escrita en el llibre de consells generals de l'any 1445, en què s'explica que els paers havien fet un inventari dels privilegis de la ciutat.
A partir del segle xvi i coincidint amb el reforçament de la monarquia i la desaparició de les estructures feudals hi ha un creixement de la burocràcia i es racionalitzen les estructures administratives, això comporta un augment de documentació que fa que els poders establerts vegin la necessitat de “posar ordre” al seu patrimoni documental. Cal condicionar un lloc per a la seva custòdia. El consell general acorda que es condicioni un local que es finançarà amb els béns de la ciutat.
L'any 1599 en la sessió del consell general de l'1 d'abril es proposa que sigui contractat un arxiver. El desembre del mateix any es contracta al notari Josep Aparici perquè posi ordre als documents. La tasca no es devia dur a terme, ja que al maig de 1616, el consell general de la Paeria eleva una nova protesta per l'estat en què continuen els privilegis.
Serà precisament en el segle xvii, quan neixen els primers instruments arxivístics; apareixen els índexs, generalment temàtics, s'inicia el procés de signatura.
Aquesta localització topogràfica esdevé eficaç; llavors s'ordena la construcció d'un armari amb calaixos grans numerats on els pergamins puguin estar ben guardats i ordenats. També ordenen que siguin nomenades persones prou preparades per dur a terme la tasca. Tenim testimoni documental que es va realitzar la redacció d'un inventari nou en què es feia constar el lloc d'ubicació de cada document dins de l'armari i es va realitzar el traspàs de documentació de l'antiga caixa al nou armari el 29 de maig de 1686. Es coneix amb el nom d'Armari de les cinc claus.
No hi ha al llarg del segle xviii cap actuació arxivística rellevant.
El segle xix suposa la consolidació del concepte d'arxiu com a propietat pública d'interès cultural. L'arxiu es veu com a fons del sentiment de la nació, dels orígens i recull els fons històrics del país.
Al llarg del segle xix els nomenaments i renúncies d'arxivers -cronistes és constant, destacant l'any 1879 el nomenament de cronista de la ciutat a Josep Pleyan de Porta que oferirà els seus serveis com arxiver. De 1893 a 1909 l'arxiver cronista serà Rafael Gras de Esteva, el qual deixarà nombrosos instruments arxivístics i estudis històrics.
L'inici del segle XX veu la renúncia de Rafael Gras l'any 1909, i es fa càrrec de l'arxiu el secretari de la corporació i a partir d'aquí tornen a produir-se constants canvis de persones al capdavant de l'arxiu i es torna a manifestar la necessitat de tenir un lloc adequat per a instal·lar la documentació. Els anys 1930-36 l'arxiver fou Enric Arderiu, qui amb una gran visió de futur realitzà una primera classificació dels fons documentals. L'arxivera Concepció Perez dedicà tota una vida de 1939-81 a l'arxiu Municipal. El relleu el pren Magdalena Canellas qui amb el seu treball “l'Arxiu de la Paeria” aconsegueix divulgar d'una manera planera el fons municipal. Actualment, la responsable de l'arxiu és Elena Gonzalez i Coso, autora de nombroses publicacions de referència del mateix arxiu municipal.

## Funció
Les funcions de l'Arxiu Municipal de Lleida són les de conservar, preservar, i organitzar la documentació per poder recuperar-la i, d'altra banda, actuar com a servei cultural envers la ciutadania.

## Fons
L'Arxiu compta amb dos fons documentals, l'històric i l'administratiu, 
Pel que fa a la part històrica, a l'AML hi ha quatre classes de tipologies documentals diferents; en primer lloc, trobem els pergamins, que estan agrupats segons les seves característiques i sèries, tot atenent els temes que tracten. En segon lloc, hi ha els llibres manuscrits, que són l'agrupació documental més voluminosa. Es tracta de diverses sèries de llibres en els quals ha quedat reflectida l'activitat de la institució municipal des dels seus orígens. La tercera classe són els llibres especials, se'ls ha anomenat així perquè no es poden incloure en l'apartat de seccions documentals atès que cada un és únic en la seva classe. I finalment, hi ha els plecs de documents que es tracta en general de quaderns deslligats que per diverses circumstàncies no varen ser mai agrupats en un llibre.
El fons documental administratiu és el resultat de l'acció administrativa de la paeria, així doncs l'estructura respon a l'organització de la institució que el genera. La documentació més voluminosa correspon a les activitats d'obres i urbanisme i a la que correspon a la gestió general del mateix consistori (recursos humans, organització i administració, relacions públiques externes, assumptes jurídics, etc.).
L'AML també disposa d'una biblioteca auxiliar formada per obres sobre arxivística i arxius, i per obres referents a la història de Lleida i les seves comarques amb més de 500 llibres. També hi ha una hemeroteca que conté periòdics i revistes referents a les terres de ponent.
En els últims anys també s'han incorporat altres suports documentals provinents de col·leccions particulars de fotografies antigues de la ciutat i pel·lícules i vídeos d'actes socials referents al municipi. També hi ha una important col·lecció de cartells de la festa major i altres celebracions com el carnestoltes, la fira de Sant Miquel, l'aplec del caragol i les Festes de Tardor.

## Serveis
L'AML ofereix reproducció dels seus documents en diferents mitjans i formats, orientada a la consulta del seu fons i a la informació als usuaris, de forma presencial, per telèfon, correu postal i correu electrònic. També dona informació històrica sobre esdeveniments, personatges, institucions i llocs de Lleida.
Entre les tasques de difusió cultural que assumeix l'AML hi ha la de dur a terme activitats de formació entorn de la documentació, la de realització de visites concertades per a escolars i grups i la d'organitzar i col·laborar amb exposicions.

## Publicacions
- GRAS DE ESTEVA, Rafael. Catálogo de los privilegios y documentos originales que se conservan en el archivo reservado de la ciudad de Lérida. Lleida: Librería y Encuadernaciones de José Pla, 1987.
- CANELLAS ANOZ, Magdalena. L'Arxiu de la Paeria. Ajuntament de Lleida. Departament de Cultura, 1984.
- GONZALEZ COSO, Elena. “Arxiu de la Paeria de Lleida”, a Guia dels Arxius Històrics de Catalunya. Departament de Cultura de la Generalitat de Catalunya,1990. Vol. 4, pàg. 91-106.
- BORRELL, Àngels; BELLO, Carme. Conservació de documents de gran format. Criteris i recomanacions bàsiques. Lleida: Ajuntament de Lleida, 1995.
- Usatges i Constitucions de Catalunya. Lleida segle xiv. Edició facsímil. Lleida: Ajuntament de Lleida, 1997.
- Usatges i Constitucions de Catalunya. Lleida segle xiv. Traducció al català dels textos originals (2 volums). Lleida: Ajuntament de Lleida, 1997.
- Els costums de Lleida. Lleida: Ajuntament de Lleida 1997.
- Pergamins. Catàleg de l'Arxiu Municipal de Lleida. Lleida: Ajuntament de Lleida, 1998.
- L'Estudi General de Lleida, Ciutat i Universitat en els documents de l'Arxiu Municipal de Lleida. Lleida Ajuntament de Lleida, 2000.
- Publicacions periòdiques de Lleida (1854-2001). Lleida: Ajuntament de Lleida, 2003.
- Bans, edictes i anuncis (segle xix). Catàleg de l'Arxiu Municipal de Lleida. Lleida: Ajuntament de Lleida, 2006.
- MONTANYA I CARRERA, Miquel. El Tribunal de Coltellades. Alguns aspectes processals. Lleida: Ajuntament de Lleida, 2007.
- La taula de Canvi i Dipòsits de Lleida (1585-1808). Catàleg de l'Arxiu Municipal de Lleida. Lleida: Ajuntament de Lleida, 2010.